# Faks przez internet
Faks przez Internet – technologia umożliwiająca odbieranie i wysyłanie faksów za pośrednictwem Internetu.
Telekopiarka jest urządzeniem elektronicznym złożonym ze skanera, modemu i drukarki. Przekazuje dane w postaci impulsów elektrycznych poprzez linię telefoniczną do odbiorcy, którym jest inna telekopiarka, która przetwarza te impulsy w obrazy, a następnie drukuje je na papierze.
Postęp w dziedzinie Internetu pozwolił na rozwój nowej usługi, jaką jest faks przez Internet. 
Usługa „faksu przez Internet” pozwala na wysyłanie telekopii z komputera podłączonego do Internetu. W tym celu, należy posłużyć się interfejsem web, który jest dostępny na stronie dostawcy usługi.

## Działanie usługi
Korzystanie z płatnej usługi faksu przez Internet wymaga założenia konta użytkownika na odpowiedniej platformie internetowej. Aby móc korzystać z usługi wysyłania, użytkownik musi wykupić abonament. Dostawca przyznaje mu następnie numer geograficzny rozpoczynający się numerem kierunkowym wybranej strefy numeracyjnej. Z tego numeru możne zarówno wysyłać, jak i otrzymywać faksy, tak jak w przypadku tradycyjnego urządzenia faks.

### Proces odbioru faksów
W przypadku, kiedy faks jest wysyłany z tradycyjnej maszyny do użytkownika faksu przez Internet, proces jest identyczny, jak w przypadku dwóch tradycyjnych urządzeń faks. Kiedy faks jest wysyłany przez wspólną sieć telefoniczną na serwer faks, ten odbiera go, tak jak tradycyjna maszyna, otrzymuje faks i konwertuje go do formatu wybranego przez użytkownika. Dokument jest przekazywany do serwera web, gdzie dostęp do niego uzyskuje użytkownik za pomocą platformy usługi.
Abonent może otrzymać powiadomienie o nadejściu faksu np. w wiadomości e-mail lub przez SMS.

### Proces wysyłania
Nadanie faksu może odbywać się na dwa sposoby. Abonent ma możliwość wysłania telekopii za pośrednictwem interfejsu na stronie dostawcy usługi lub nadania jej jako załącznika do wiadomości e-mail, wysłanej na odpowiedni adres, zawierający numer faksu odbiorcy. Informacja jest następnie wysyłana do serwera faks, który przekazuje dokument do telekopiarki odbiorcy za pomocą tradycyjnej sieci telefonicznej.
Po zakończonym procesie użytkownik otrzymuje potwierdzenie transmisji.

## Różnice względem tradycyjnego faksu
- Brak konieczności posiadania maszyny faksującej.
- Brak opłat abonamentowych za linię stacjonarną dla faksu.
- Konieczność wnoszenia opłat operatorowi usługi faksu przez Internet.
- Odbiór faksów niezależnie od tego, czy użytkownik w danej chwili jest aktywny oraz czy posiada włączony komputer.
- Dostęp do faksów jest możliwy za pośrednictwem różnych urządzeń, posiadających dostęp do Internetu.